# Zofia Sztetyłło
Zofia Anna Sztetyłło z domu Szulc (ur. 9 stycznia 1932 w Pułtusku, zm. 7 listopada 2020 w Pilaszkowie) – polska archeolożka, prof. zw. dr hab., ekspertka w zakresie archeologii nadczarnomorskiej i epigrafiki ceramicznej.

## Życiorys
W 1955 ukończyła studia archeologiczne na Uniwersytecie Warszawskim i podjęła pracę w Katedrze Archeologii Klasycznej na macierzystej uczelni. Od 1957 uczestniczyła w badaniach terenowych, w latach 1957–1958 w Myrmekjonie i Kalos Limen na Krymie, od 1959 w Palmyrze (Syria) oraz Tell Atrib i Aleksandrii (Egipt).  W 1964 obroniła pracę doktorską Przedstawienia figuralne na stemplach amfor z polskich wykopalisk archeologicznych napisaną pod kierunkiem Kazimierza Michałowskiego. W 1971 uzyskała stopień doktora habilitowanego na podstawie pracy Rola Mirmekionu w życiu gospodarczym państwa bosforskiego w IV–I w. p.n.e.
W latach 1971–1997 była członkiem polskiej misji archeologicznej w Nea Pafos na Cyprze. Od 1976 do 1981 była wicedyrektorką Instytutu Archeologii UW. W 1979 otrzymała tytuł profesor nadzwyczajnej. W latach 1982–1983 była p.o. kierownika Stacji Archeologii Śródziemnomorskiej w Kairze. W 1987 otrzymała tytuł profesor zwyczajnej.
W swoich badaniach zajmowała się przede wszystkim ceramiką stemplowaną starożytnej Grecji, północnych wybrzeży Morza Czarnego i południowo-wschodniej części basenu Morza Śródziemnego, w tym jej wyglądem, produkcją i dystrybucją.
Była członkinią Rad Naukowych Instytutu Archeologii Śródziemnomorskiej UW i Zakładu Archeologii Śródziemnomorskiej PAN (1972–1993), Instytutu Historii Kultury Materialnej PAN (1978–1985), Centrum Archeologii Śródziemnomorskiej Uniwersytetu Warszawskiego (1981–2005). W latach 1973–1989 wchodziła w skład Prezydium Komitetu Nauk o Kulturze Antycznej Polskiej Akademii Nauk. Była też członkiem Rady Wykonawczej Międzynarodowej Federacji Pracowników Nauki i wiceprzewodniczącą Zarządu Głównego ZNP ds. Nauki.
Należała do Polskiej Zjednoczonej Partii Robotniczej. W 1970 została odznaczona Złotym Krzyżem Zasługi, w 1974 Medalem 30-lecia Polski Ludowej, w 1974 Medalem Komisji Edukacji Narodowej, w 1978 Krzyżem Kawalerskim Orderu Odrodzenia Polski, w 1980 otrzymała tytuł Zasłużonego Nauczyciela Polskiej Rzeczypospolitej Ludowej.
Zmarła 7 listopada 2020. Została pochowana na Cmentarzu Wojskowym na Powązkach w Warszawie (kwatera A38, rząd 4, grób 19). 